# Andrew Foster (tennista)
Andrew Foster (Stoke-on-Trent, 16 marzo 1972) è un ex tennista britannico.

## Carriera
Ha iniziato a giocare all'età di 8 anni. In carriera ha vinto da junior il titolo Whitbread Cup disputato al Queen's Club nel 1990. Ha raggiunto nel 1993 dopo aver battuto Thomas Enqvist i sedicesimi nel singolare di Wimbledon, sconfitto dal n.1 Pete Sampras. Ha vinto quattro tornei Challengers nel doppio.

## Statistiche

### Tornei minori

#### Singolare

##### Vittorie (0)
| Legenda tornei minori |
| Challenger (0)        |
| Futures (0)           |

| N. | Data | Torneo | Superficie | Avversario in finale | Punteggio |

##### Finali perse (1)
| Legenda tornei minori |
| Challenger (1)        |
| Futures (0)           |

| N. | Data           | Torneo                              | Superficie | Avversario in finale | Punteggio     |
| 1. | 16 luglio 1995 | West of England Challenger, Bristol | Erba       | Jeremy Bates         | 7-6, 4-6, 3-6 |

#### Doppio

##### Vittorie (4)
| Legenda tornei minori |
| Challenger (4)        |
| Futures (0)           |

| N. | Data            | Torneo                          | Superficie     | Compagno       | Avversario in finale           | Punteggio     |
| 1. | 9 febbraio 1992 | Bangalore Challenger, Bangalore | Terra rossa    | Nick Brown     | Xavier Draufesne Cesar Kist    | 7-6, 3-6, 7-5 |
| 2. | 23 ottobre 1994 | Jakarta Challenger, Giacarta    | Cemento        | Danny Sapsford | Mahesh Bhupathi Leander Paes   | walkover      |
| 3. | 30 luglio 1995  | Newcastle Challenger, Newcastle | Cemento        | Danny Sapsford | Nebojša Đorđević Lorenzo Manta | 3-6, 6-1, 6-2 |
| 4. | 9 Marzo 1996    | Bromma Challenger, Bromma       | Cemento indoor | Danny Sapsford | Lan Bale Brent Haygarth        | 6-3, 6-1      |

##### Sconfitte (2)
| Legenda tornei minori |
| Challenger (2)        |
| Futures (0)           |

| N. | Data             | Torneo                            | Superficie     | Compagno      | Avversario in finale            | Punteggio |
| 1. | 29 novembre 1992 | Launceston Challenger, Launceston | Cemento indoor | Nick Brown    | Richard Fromberg Patrick Rafter | 5-7, 6-7  |
| 2. | 23 ottobre 1993  | Göteborg Challenger, Göteborg     | Cemento indoor | Ross Matheson | Jeremy Bates Chris Wilkinson    | 6-7, 3-6  |